# Aloe guillaumetii
Aloe guillaumetii ist eine Pflanzenart der Gattung der Aloen in der Unterfamilie der Affodillgewächse (Asphodeloideae). Das Artepitheton guillaumetii ehrt den französischen Pflanzenökologen Jean L. Guillaumet (* 1934).

## Beschreibung

### Vegetative Merkmale
Aloe guillaumetii wächst stammlos, sprosst und bildet große Matten. Die sechs bis zwölf dreieckigen Laubblätter bilden Rosetten. Die leuchtend grüne, rot überlaufende Blattspreite ist 38 bis 40 Zentimeter lang und 2 bis 5 Zentimeter breit. Auf ihr befinden sich zerstreut kleine weiße Flecken. Die weißlichen Zähne am Blattrand sind 1 Millimeter lang und stehen 2 bis 5 Millimeter voneinander entfernt. 

### Blütenstände und Blüten
Der einfache Blütenstand erreicht eine Länge von 80 bis 110 Zentimeter. Die lockeren, zylindrischen Trauben sind 25 bis 30 Zentimeter lang. Die lanzettlich-spitzen Brakteen weisen eine Länge von 4 Millimeter auf und sind 2 Millimeter breit. Die an ihrer Basis roten Blüten sind darüber rosafarben und werden dann grün. Sie stehen an 15 bis 20 Millimeter langen Blütenstielen. Die Blüten sind 24 Millimeter lang und an ihrer Basis kurz verschmälert. Auf Höhe des Fruchtknotens weisen die Blüten einen Durchmesser von 5 Millimeter auf. Darüber sind sie leicht verengt und schließlich zur Mündung auf 6 Millimeter erweitert. Ihre äußeren Perigonblätter sind auf einer Länge von 9 Millimetern nicht miteinander verwachsen. Die Staubblätter und der Griffel ragen 1 bis 2 Millimeter aus der Blüte heraus.

## Systematik und Verbreitung
Aloe guillaumetii ist auf Madagaskar auf erodierten Sandsteinvorkommen verbreitet. Die Art ist nur vom Typusfundort bekannt.
Die Erstbeschreibung durch Georges Cremers wurde 1976 veröffentlicht.

## Nachweise